# Vot particular
Es denomina vot particular, en dret processal, a l'opinió divergent que emet el membre d'un Tribunal o òrgan col·legiat pel que fa a la decisió presa per la majoria. El vot particular pot centrar la decisió final presa (en aquest cas es dirà vot dissident o discrepant) o en l'argumentació (en aquest cas, es dirà vot concurrent, ja que el membre del tribunal no coincideix amb l'argumentació majoritària, però sí amb la decisió final adoptada).
El vot particular té la seva aplicació principalment pel que fa a la jurisprudència i decisions judicials, encara que el concepte també s'estén a la resta d'òrgans públics col·legiats que emeten decisions o recomanacions.

## Emissió del vot particular
Els requisits perquè s'emeti un vot particular són:
- Que un Tribunal o òrgan col·legiat emeti una decisió o sentència.
- Que algun dels seus membres no estigui d'acord amb la decisió de la majoria, i vulgui deixar constància per escrit de les seves discrepàncies i motius.

En aquest cas, el membre del Tribunal pot deixar per escrit el seu vot particular, deixant clars els seus motius i la sentència alternativa que ell hauria dictat.

## Efectes del vot particular
La seva validesa respecte a la resolució dictada és nul·la, i no afecta en cap manera als efectes que aquesta pugui tenir. Tampoc cal recórrer una sentència basant-se en l'existència de vots particulars.
La utilitat del vot particular, no obstant això, és a llarg termini. Mitjançant el vot particular el magistrat pot fer constar i fer pública la seva opinió en un cas concret. Aquesta opinió pot ser per l'aplicació de les normes jurídiques i la seva interpretació, de manera que està donant a entendre que cap la possibilitat d'una altra línia jurisprudencial diferent a la seguida.
Aquest vot afecta a la doctrina, i pot afectar la jurisprudència posterior, sent en part una font del dret indirecta. Cal tenir en compte que en el cas de divergència d'opinions, -en la majoria dels països- els magistrats no estan obligats a emetre un vot particular, i per prendre's la molèstia de publicar la seva opinió és probable que es trobi molt motivat per les seves opinions, estant alhora segur de la seva pròpia argumentació. Per això, els vots particulars solen estar molt fonamentats, ser de gran interès de cara a futures interpretacions jurisdiccionals, i són una font doctrinal forta.